# Готшальк из Орбе
Готшальк или Готшальк из Орбе́ (Годескальк, Готескальк, что на древненемецком означает «слуга Божий», лат. Godescalcus, нем. Gottschalk von Orbais; ок. 803 — ум. ок. 868 года) — саксонский богослов IX века, проповедовавший учение о предопределении, фигурант важного теологического спора IX века, монах, философ, и поэт.

## Биография
Родился недалеко от Майнца, происходил из знатной саксонской фамилии, был сыном графа Берна и с младенчества был передан родителями в монастырь. Обучался в монастыре Фульды во время аббатства Рабана Мавра и стал другом Валафрида Страбона, тоже жившего в том монастыре.
По достижении юношеского возраста он предпринял активные усилия, чтобы освободиться от своего монашеского обета, чего сумел добиться от синода Майнца в 829 году, но аббату монастыря удалось уговорить короля отменить постановление синода, что и было сделано Людовиком Благочестивым, хотя в качестве послабления Готшальку было разрешено не возвращаться в Фульду, а поселиться в монастыре Орбе в Суассонской епархии (на территории современной коммуны Орбе-л’Абеи). Здесь он начал изучать труды Августина и стал приверженцем идеи об абсолютном предопределении, при этом рассматривал предопределение и к осуждению, и к спасению, хотя Августин рассматривал доктрину умолчания только как дополнение к своей доктрине о выборе.
Между 835 и 840 годами он был рукоположён в сан священника без ведома своего епископа. Примерно в 840 году бежал из монастыря и отправился в Италию. По возвращении из паломничества в Рим в 847 году Готшальк ночью встретился в гостинице во Фриули с Ноттингом, вновь избранным епископом Вероны, и изложил ему свои своеобразные взгляды. Епископ, по-видимому, не стал развивать с ним эту тему, но поспешил известить о мыслях Готшалька Рабана Мавра, ставшего к тому времени архиепископом Майнца, который, в свою очередь, написал два письма, одно отослав своим информаторам, а другое графу Эбергарду Фриульскому, в которых осудил взгляды Готшалька как безрассудные и безумные. С одной стороны, он обвинил своего противника в пренебрежении различием между предвидением и предопределением, с другой стороны, он сам отказался признать разницу между предопределением к наказанию и предопределением к греху. Готшальк тем временем путешествовал по Далмации, Реции и Норику и активно проповедовал свои взгляды, с 846 по 848 год жил при дворе хорватского князя Трпимира I.
На синоде, состоявшемся в Майнце в присутствии императора в 848 году, Готшальк лично представил письменные объяснения в защиту своих взглядов, но был единогласно признан виновным в ереси и передан его церковному начальнику Гинкмару Реймскому, который должен был рассмотреть вопрос наказания Готшалька за его взгляды. В 849 году он снова попытался защитить свои взгляды на синоде в Чирси, но был вновь осуждён — на этот раз не только как еретик, но и как «нисповергатель авторитетов» и «нарушитель церковного мира», за что был приговорён к серьёзному бичеванию и заключению в тюрьму. В качестве места его заключения был выбран монастырь в Отвильере в Реймсской епархии, и здесь он прожил остаток своей жизни, приблизительно двенадцать лет, несмотря на усилия его влиятельных друзей и предпринимаемые им дальнейшие попытки защиты своих идей.
Его сочинения, тем не менее, вызвали серьёзные богословские споры, поскольку ряд авторитетных богословов, в том числе Пруденций Труасский, Венило Сенсский и Флор Лионский, выступили в его защиту, тогда как архиепископ Реймса Гинкмар и Иоанн Скот Эриугена были его противниками. Было проведено несколько синодов, на которых по данному вопросу слушались противоречивые мнения, и в конечном итоге решение этой проблемы было отложено до менее беспокойных времён. В 863 году за Готшалька вступился даже папа Николай I, призвав Гинкмара быть менее резким в его отношении, но постановление папы не вступило в силу. Готшалька между тем непрерывно пытались заставить отречься от своих взглядов, применяя для этого в том числе мучительные пытки, что привело к его безвестной кончине в приблизительно в 868 году; похоронен он был на не освящённой земле.

## Сочинения
Отрывки его сочинений помещены в «Veterum auctorum, qui saeculo IX de praedestinatione scripserunt, opera et fragmenta» (1650, изд. G. Mauguin).